# 411vm 9
411vm 9 je deveta številka 411 video revije in je izšla novembra 1994.

## Vsebina številke in glasbena podlaga
Glasbena podlaga je navedena v oklepajih.
- Openers Tony Hawk, Chris Lambert, Reese Forbes, Jamie Thomas, Mike Fraizer, Alphonzo Rawls, Heath Kirtchart
- Chaos (Extra prolific - Is it right?)
- Transitions (Fretblanket - Song in b)
- Switchstance (Guru - Take a look)
- Profiles Andy Stone (Extra prolific - Never changing)
- Wheels of fortune Drake Jones, Stevie Williams, Josh Kalis, Chany Jeanguenin, Anthony Correa (Sick of it all - Cease fire, Lords of the underground - Tic toc, Extra prolific - Cash money, R.P.M. - Sorti des ombres)
- Industry Sonic (Pat Benatar - Hit me with your best shot, Blondie - Hanging on the telephone)
- Metrospective New York (Lords of the underground - What I'm after)
- Fine tuning Fred Gall, Jamie Thomas/Kris Markovich (DJ Krush - Slow chase, DJ Krush - Influx)
- Contests Monstermash vert and high air, Newburgh pro and am, LOVE park pro and am (Palmskin productions - In a silent way, Lords of the underground - Keepers of the funk, Sick of it all - No cure)
- Spot check Huntington beach skatepark (Federation - Rusty James)

Glasba v zaslugah je Guru - Trust me.